# Vachinius
Vachinius is een geslacht van kevers uit de familie van de loopkevers (Carabidae). De wetenschappelijke naam van het geslacht is voor het eerst geldig gepubliceerd in 1984 door Casale.

## Soorten
Het geslacht Vachinius omvat de volgende soorten:
- Vachinius baehri Kirschenhofer, 1998
- Vachinius burmanensis Lassalle, 2001
- Vachinius deuvei Morvan, 1997
- Vachinius hajeki Kirschenhofer, 2012
- Vachinius holzschuhi Casale, 1984
- Vachinius hunanus Morvan, 1997
- Vachinius klapperichi (Jedlicka, 1955)
- Vachinius laosensis Kirschenhofer, 2012
- Vachinius pilosus Casale, 1984
- Vachinius pseudoglaber Casale, 1984
- Vachinius subglaber (Andrewes, 1937)
- Vachinius thailandensis Morvan, 1992
- Vachinius wrasei Kirschenhofer, 2003